# Primrose Path
Primrose Path is een Amerikaanse dramafilm uit 1940 onder regie van Gregory La Cava. Destijds werd de film in Nederland uitgebracht onder de titel Wij leven niet zoals wij wensen.

## Verhaal
Ellie May Adams woont samen met haar ontwrichte familie in een achterstandswijk. Ze trouwt met Ed Wallace, maar ze verbergt haar afkomst voor hem. Als ze hem uiteindelijk meeneemt naar haar familie, loopt het huwelijk op de klippen.

## Rolverdeling
| Acteur           | Personage       |
| ---------------- | --------------- |
| Ginger Rogers    | Ellie May Adams |
| Joel McCrea      | Ed Wallace      |
| Marjorie Rambeau | Mamie Adams     |
| Henry Travers    | Gramp           |
| Miles Mander     | Homer           |
| Queenie Vassar   | Grootmoeder     |
| Joan Carroll     | Honeybell       |
| Vivienne Osborne | Thelma          |
| Carmen Morales   | Carmelita       |